# Trioza similis
Trioza similis är en insektsart som beskrevs av Heslop-harrison 1961. Trioza similis ingår i släktet Trioza och familjen spetsbladloppor. Inga underarter finns listade i Catalogue of Life.